# Нижняя Далъёль
Нижняя Далъёль (устар. Нижняя Дальёль) — река в России, течёт по территории Троицко-Печорского района Республики Коми. Вытекает из болота Пиджнюр. Устье реки находится в 35 км по правому берегу Большой Ляги на высоте 107 м над уровнем моря. Длина реки составляет 30 км.

## Данные водного реестра
По данным государственного водного реестра России относится к Двинско-Печорскому бассейновому округу, водохозяйственный участок реки — Печора от истока до водомерного поста у посёлка Шердино, речной подбассейн реки — Бассейны притоков Печоры до впадения Усы. Речной бассейн реки — Печора.
Код объекта в государственном водном реестре — 03050100112103000059713.